# 埃里克·阿圖羅·德爾瓦列
埃里克·阿圖羅·德爾瓦列·科恩-恩里克斯（西班牙語：Eric Arturo Delvalle Cohen-Henríquez；1937年2月2日—2015年10月2日）是一位巴拿馬政治人物，1985年至1988年擔任巴拿馬總統。德爾瓦列僅為名義上的國家元首，實際權力由曼努埃尔·诺列加領導的軍方掌握。

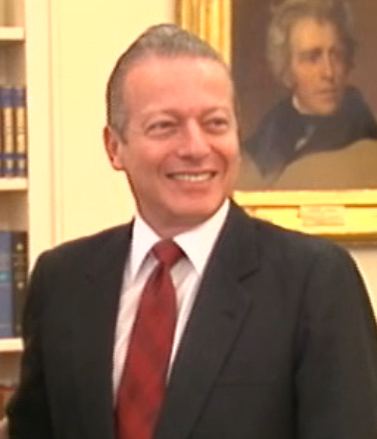
埃里克·阿圖羅·德爾瓦列